# Episodi di Shin Chan (2006)
Questi sono gli episodi della serie anime Shin Chan mandati originariamente in onda nel 2006. In Italia sono del tutto inediti. Dal 2006 la produzione dell'anime è in formato 16:9 e in alta definizione.
Ogni episodio è diviso in mini-episodi della durata di circa 10 minuti l'uno.

## Episodi
| Nº          | Giapponese 「Kanji」 - Rōmaji | In onda           | In onda |
| Nº          | Giapponese 「Kanji」 - Rōmaji | Giapponese        |         |
| Speciale 49 | 「ピザを食べるゾ」 - Piza wo tabe ru zo「タイムカプセルを埋めるゾ」 - Taimukapuseru wo ume ru zo | 6 gennaio 2006    |         |
| 553         | 「食べ過ぎちゃったゾ」 - Tabe sugi chatta zo「オラの心はエリートだゾ」 - Ora no kokoroha erito da zo | 13 gennaio 2006   |         |
| 554         | 「かあちゃんは子育て中だゾ」 - Kaachanha kosodate naka da zo「また女子大に行ったゾ」 - Mata joshidai ni itta zo | 20 gennaio 2006   |         |
| 555         | 「オラをスキーに連れてってだゾ(1)」 - Ora wo suki ni tsure tetteda zo (1)「オラをスキーに連れてってだゾ(2)」 - Ora wo suki ni tsure tetteda zo (2)                                                                    | 27 gennaio 2006   |         |
| 556         | 「しいぞう先生と雪遊びだゾ」 - Shiizō sensei to yuki asobi da zo「ひまわりはお姫さまだゾ」 - Himawarihao hime samada zo                                                                                               | 3 febbraio 2006   |         |
| 557         | 「行列のラーメン屋に行くゾ」 - Gyōretsu no ramen ya ni iku zo「まつざか先生に送ってもらうゾ」 - Matsuzaka sensei ni okutte morau zo                                                                                   | 10 febbraio 2006  |         |
| 558         | 「人の話を聞きなさいだゾ」 - Nin no hanashi wo kiki nasaida zo「ファミリースキーだゾ」 - Famirisuki da zo | 17 febbraio 2006  |         |
| 559         | 「母ちゃんはお掃除名人だゾ」 - Kaachan hao sōji meijin da zo「新車を買いに行くゾ」 - Shinsha wo kai ni iku zo | 3 marzo 2006      |         |
| 560         | 「ミニパトのおねいさんだゾ」 - Minipato nooneisanda zo「父ちゃんの大事なシャツだゾ」 - Tōchan no daiji na shatsu da zo                                                                                                | 10 marzo 2006     |         |
| 561         | 「おっきな公園に行くゾ」 - Okkina kōen ni iku zo「おばちゃんが来たゾ」 - Obachanga kita zo | 17 marzo 2006     |         |
| Speciale 50 | 「映画 「ブリブリ3分ポッキリ大進撃」」 - Eiga (buriburi 3 fun pokkiri dai shingeki) | 1º aprile 2006    |         |
| Speciale 51 | 「食玩集めてショックガーンだゾ」 - Shoku gan atsume te shokkugan da zo | 14 aprile 2006    |         |
| 562         | 「チョコビをかせぐゾ」 - Chokobi wokasegu zo「大変！今日から家族がふえたゾ」 - Taihen! kyō kara kazoku gafueta zo | 21 aprile 2006    |         |
| 563         | 「未知とのそーぐーだゾ」 - Michi tonoso gu da zo「グータラ姉妹だゾ」 - Gutara shimai da zo | 28 aprile 2006    |         |
| 564         | 「風間くんとシロのお散歩だゾ」 - Kazama kunto shiro noo sanpo da zo「負けるな、むさえちゃん！だゾ」 - Make runa, musaechan! da zo                                                                                     | 5 maggio 2006     |         |
| 565         | 「むさえちゃんにお説教！だゾ」 - Musaechannio sekkyō! da zo「電車でおでかけだゾ」 - Densha deodekakeda zo | 12 maggio 2006    |         |
| 566         | 「結成！新さいたま紅さそり隊だゾ 前編」 - Kessei! atarasa itama kurenai sasori tai da zo zenpen「結成！新さいたま紅さそり隊だゾ 後編」 - Kessei! atarasa itama kurenai sasori tai da zo kōhen                         | 19 maggio 2006    |         |
| 567         | 「お洗濯するゾ」 - O sentaku suru zo「未来のオラ達だゾ」 - Mirai no ora tachi da zo | 26 maggio 2006    |         |
| 568         | 「クリーニング屋さんにお使いだゾ」 - Kuriningu ya sannio tsukai da zo「お米をゲットするゾ」 - O kome wo getto suru zo                                                                                                 | 2 giugno 2006     |         |
| 569         | 「女3人寄っちゃったゾ」 - Onna 3 hitoyocchi yatta zo「ゴルフ練習場に行くゾ」 - Gorufu renshūjō ni iku zo | 9 giugno 2006     |         |
| 570         | 「ワールドカップで盛り上がるゾ」 - Warudokappu de moriagaru zo「サッカーで盛り上がるゾ」 - Sakka de moriagaru zo | 16 giugno 2006    |         |
| 571         | 「むさえちゃんのお見合いだゾ」 - Musaechannoo miai da zo「おためし英会話だゾ」 - Otameshi eikaiwa da zo | 23 giugno 2006    |         |
| 572         | 「迷子の友だゾ」 - Maigo no tomo da zo「むさえちゃんと幼稚園に行くゾ」 - Musaechanto yōchien ni iku zo | 7 luglio 2006     |         |
| 573         | 「むさえちゃん流生き方だゾ」 - Musaechan ryū ikikata da zo「ラブ★コンだゾ」 - Rabu (hosi) kon da zo | 14 luglio 2006    |         |
| 574         | 「知らない人にはついていかないゾ」 - Shira nai nin nihatsuiteikanai zo「コピーをとるゾ」 - Kopi wotoru zo | 21 luglio 2006    |         |
| 575         | 「虫とり美少女だゾ」 - Mushi tori bishōjo da zo「留守番はむさえちゃんにおまかせだゾ」 - Rusuban hamusaechanniomakaseda zo                                                                                             | 28 luglio 2006    |         |
| 576         | 「甲子園にムチューだゾ」 - Kōshien ni muchu da zo「女がふたり集まると…だゾ」 - Onna gafutari atsumaru to... da zo | 4 agosto 2006     |         |
| Speciale 52 | 「オラがよゐこをプロデュースだゾ」 - Ora gayoikowo purodeyusu da zo「エアコンがこわれたゾ」 - Eakon gakowareta zo「なな子おねいさんと海水浴だゾ (1, 2, 3) [再]」 - Nana ko oneisanto kaisuiyoku da zo (1, 2, 3) [sai] | 11 agosto 2006    |         |
| 577         | 「ブリーフパンダだゾ1」 - Burifupanda da zo 1「ブリーフパンダだゾ2」 - Burifupanda da zo 2 | 18 agosto 2006    |         |
| 578         | 「ここ一番に弱いゾ」 - Koko ichiban ni yowai zo「なぐられうさぎたびたびだゾ」 - Nagurareusagitabitabida zo | 25 agosto 2006    |         |
| 579         | 「オラ2歳だゾ」 - Ora 2 toshi da zo「むさえちゃんvs.秋田のじいちゃんだゾ」 - Musaechan vs. akita nojiichanda zo | 8 settembre 2006  |         |
| 580         | 「初めての歯医者さんだゾ」 - Hajimete no haisha sanda zo「銀ちゃんの休日だゾ」 - Gin channo kyūjitsu da zo | 15 settembre 2006 |         |
| Speciale 53 | 「クレしんパラダイス！メイド・イン・埼玉[映画]」 - Kure shin paradaisu! meido. in. saitama [eiga]「明日のピクニックは楽しみだゾ[再]」 - Ashita no pikunikku ha tanoshimi da zo [sai]                                  | 22 settembre 2006 |         |
| Speciale 54 | 「ケータイ電話でバトルだゾ」 - Ketai denwa de batoru da zo「ロード・オブ・ザ・イカリング」 - Rodo. obu. za. ikaringu                                                                                                  | 6 ottobre 2006    |         |
| 581         | 「オラ、ラッキーボーイだゾ」 - Ora, rakkiboi da zo「イモ掘り対決だゾ」 - Imo hori taiketsu da zo | 20 ottobre 2006   |         |
| 582         | 「野原家三代だゾ」 - Nohara ie san dai da zo「おじょうさまとお呼び！だゾ」 - Ojōsamatoo yobi! da zo | 27 ottobre 2006   |         |
| 583         | 「温水プールはパラダイスだゾ」 - Onsui puru ha paradaisu da zo「シロがお薬をのまないゾ」 - Shiro gao kusuri wonomanai zo                                                                                              | 3 novembre 2006   |         |
| 584         | 「紅サソリ隊友情のアルバイトだゾ」 - Kurenai sasori tai yūjō no arubaito da zo「おニューのスーツを買うゾ」 - O nyu no sutsu wo kau zo                                                                                 | 10 novembre 2006  |         |
| 585         | 「秋の遠足はパニックだゾ１」 - Aki no ensoku ha panikku da zo 1「秋の遠足はパニックだゾ２」 - Aki no ensoku ha panikku da zo 2                                                                                        | 17 novembre 2006  |         |
| 586         | 「ひまわりを寝かせるゾ」 - Himawariwo neka seru zo「コタツを出すのは大変だゾ」 - Kotatsu wo dasu noha taihen da zo | 24 novembre 2006  |         |
| 587         | 「ゴミは誰のもの！？だゾ」 - Gomi ha dare nomono!? da zo「むさえちゃんの子守唄だゾ」 - Musaechanno komoriuta da zo | 8 dicembre 2006   |         |
| Speciale 55 | 「食玩あつめてショックガーンだゾ(1, 2, 3) [再]」 - Shoku gan atsumete shokkugan da zo (1, 2, 3) [sai]「父ちゃんは心配性だゾ」 - Tōchan ha shinpai sei da zo                                                           | 15 dicembre 2006  |         |